# Reichskomisariatul Burgund
Statul SS al Burgundiei (în germană: SS-Staat Burgund) sau Statul-comandant Burgundia (în germană: Ordensstaat Burgund, o referință istorică la Statul monastic al Cavalerilor Teutoni) a fost un stat propus pe care conducerea Germaniei Naziste, a sperat să îl creeze în anumite zone din Europa de Vest în timpul celui de-al Doilea Război Mondial.

## Statul Breton
Au fost, de asemenea, propuneri pentru un stat independent breton⁠(d).  Hitler însuși a menționat această intenție liderilor săi militari în cel puțin o ocazie, dar în cele din urmă părea să fi avut prea puțin interes în realizarea acestui proiect.